# 토다 에리카
토다 에리카(戸田 恵梨香, 1988년 8월 17일 ~ )는 일본의 배우이다. 본명은 마츠자카 에리카(松坂 恵梨香). 효고현 고베시 나다구 출신으로, FLaMme 소속이다. 신장은 164cm, 혈액형은 AB형이다. 배우자는 동갑내기 남성배우이자 모델의 마츠자카 토리. 

## 약력
11세 때부터 연예계 활동을 시작하고 상경하기 전 오사카의 연예 기획사 그레이스에 소속되어 있었다. 드라마의 NG 장면을 방송하는 버라이어티 프로그램을 보고, 예능의 세계에 관심을 느낀 것이 계기이다.
2000년 NHK 연속 TV 소설 《오드리》에서, 오오타케 시노부가 연기하는 히로인 양모·요시오카 타키노의 어린 시절로 회상 장면에 출연했다.
2003년에 〈주간 영 점프〉(슈에이샤)에서 개최된 오디션 〈제 코레 03〉에서 입상. 그러던 중에 현재 소속사인 FLaMme의 권유로 사무소를 이적하고, 중학교 졸업 후 상경하여 본격적으로 여배우 일을 시작했다.
2005년 민방의 연속 드라마 《엔진》(후지 TV 계열)와 《노부타를 프로듀스》(NTV 계열)에 고정 출연. 또한 제26회 〈빅터 코시엔 포스터〉 캠페인의 이미지 캐릭터에 발탁된다. 같은 해 10월에는 캠페인의 기획으로, 빅터 엔터테인먼트에서 첫 주연의 DVD 단편 영화 《Calling you》가 발매되었다.
2006년 6월 공개된 영화 《데스노트》로 영화 첫 출연, 주요 인물의 아마네 미사 역을 맡아 주목을 모았다.
2007년 공개된 영화 《Presents~성게 전병~》으로 영화 첫 주연. 같은 해 방송된 드라마 《LIAR GAME》(후지 TV 계열)로 연속 드라마 첫 주연을 맡았다.
2008년에는 《이노우에 가부키☆고 〈IZO〉》로 첫 무대를 경험한 것 외에도 《유성의 인연》(TBS 계열) 등 화제의 드라마에서 활약하고, 2009년에 엘란도르상 신인상과 도쿄 드라마 어워드 여우조연상을 수상했다.
2009년 1월 19일 퍼스널리티를 맡고 있는 《SCHOOL OF LOCK!》(TOKYO FM 계열)에서, 영화 《아말피 여신의 보수》의 촬영으로 이탈리아에 장기 도항하게 되어, 동 프로그램 졸업을 발표했다. 같은 해 3월에 공개된 영화 《연극성》에서 장편 영화 첫 주연. 2010년에 방송된 드라마 《SPEC~경시청 공안부 공안 제5과 미상 사건 특별 대책계 사건부~》(TBS 계열)에서는 새로운 경지가 되는 역할을 연기해, 이후에는 속편으로 스페셜 드라마와 영화로 시리즈화  되는 작품이 되었다.
2018년 일본인 최초로 프랑스 화장품 브랜드 랑콤의 뮤즈로 취임했다.
2019년에는 후반 방송된 NHK 연속 TV 소설 《스칼렛》에서 주인공을 맡았다.

### 개인사
2020년 12월 10일, 동갑내기의 배우 마츠자카 토리와 결혼한 것을 각각 소속사를 통해 밝혔다.

## 인물
- 가족 구성은 아버지와 어머니, 형제로는 6세 위의 오빠와 6세 아래의 여동생이 있다.[14] 자신이 6세 때 한신·아와지 대진재로 피해를 입어 친하게 지내던 동네 사람들이 사망했다.[15]

- 한신·아와지 대진재로 도장이 도괴하기 전까지는, 오빠와 함께 부친으로부터 소림사 권법을 배워, 초등학생의 무렵에는 재즈 댄스를 하고 있던 적도 있어 몸이 부드럽다.(잡지 등에서, 종종 피로하고 있다)

- 부친이 매우 엄격해 규중 처녀로서 자라, 토다가에는 〈친구의 집에 묵으러 가선 안 된다〉, 〈통금 시간은 6시 30분〉, 〈불꽃놀이나, 축제에 가선 안 된다〉 등 많은 규칙들이 있다.

- 이전에는 자신의 낮은 목소리는 컴플렉스의 하나였지만, 드라마 《엔진》에서 공연한 기무라 타쿠야에게 “좋은 목소리의 여배우는 많이 있지만, 허스키 보이스의 여배우는 적기 때문에 자신을 가져라”라고 조언을 듣고 자신의 목소리를 좋아하게 되었다.

### 기호·교우 관계
- 특기는 요리, 피아노, 서도, 소림사 권법 (초단). 취미는 영화 감상, 스쿠버 다이빙.[1] 하늘과 바다를 바라 보거나 자연과의 접촉을 좋아한다.[16]

- 평상시는 고향의 고베벤으로 이야기한다.

- 좋아하는 책은 모리시타 노리코의 〈일일시호일-차가 가르쳐준 15가의 행복〉(신초샤). 작품에서 사계절의 경치와 소리의 변화를 오감으로 느낄 수 자신에게 행복하다고 깨닫고 큰 충격을 받았다고 한다.[17][18]

- 좋아하는 게임은 아버지와 오빠의 영향으로 초등학교 1학년 때부터 게임 〈뿌요뿌요〉를 하기 시작해, 지금까지도 촬영의 사이나, 욕실에 닌텐도 DS를 반입해 입욕중에 플레이하는 걸 좋아한다. 2009년에는 〈뿌요뿌요〉 신작 프로모션의 이미지 캐릭터에 기용되었다.

- 미니어처의 더블과 치와와의 〈치쿠와〉이라는 이름의 개를 기르고 있다.

- 동경의 여배우는 오오타케 시노부, 나카타니 미키와[14] 시바사키 코우,[주 1]라고 답했다. 또한 《드라마 W 「이 도시의 생명」》(WOWOW)에서 공연한 다나카 유코의 연기에 강하게 매료되었다고 한다.[3] 여배우로는 “10년 후에도 20년 후에도 보는 사람의 마음에 오래 남는 작품에 참여하겠다”고 밝혔다.[17]

- 친한 친구로는 《코드 블루 -닥터 헬기 긴급 구명-》에서도 공연한 아라가키 유이와는 서로를 〈갓짱〉(がっちゃん)와 〈토티〉(トッティー)로 서로 부르고 있으며, 고 있다.[19] 이 드라마에서 공연한 히가 마나미와도  사이가 좋고 세 명으로 여자 모임을 하기도 한다.[20] 또한 오오시마 유코와도 친분이 깊어 연속 TV 소설 《스칼렛》에서는 소꿉 친구 역으로 출연하고 있다.[21]

## 출연 작품
역할의 굵은 표시는 주연 작품

### 텔레비전 드라마
| 방송일자                           | 제목                                                         | 역할                          | 방송사            | 비고                 |
| ---------------------------------- | ------------------------------------------------------------ | ----------------------------- | ----------------- | -------------------- |
| 2000년 10월 4일                    | 연속 TV 소설 〈오드리〉 제3화                                | 요시오카 타키노 (소녀 시절)   | NHK               | 데뷔작               |
| 2000년 12월 9일                    | 나니와 소년탐정단 제10화                                     |                               | NHK E 텔레        |                      |
| 2001년 11월 10일                   | 쇼토쿠 태자                                                  | 토지코노 이라츠메 (유년 시절) | NHK               |                      |
| 2002년 4월 27일                    | 신 즛코케 3인조 제4화                                        | 에노모토 유미코               | NHK E 텔레        |                      |
| 2003년 5월 31일                    | 파파톨드★미 소중한 너에게 제8화                              |                               | NHK E 텔레        |                      |
| 2004년 11월 24일 ~ 12월 22일       | 디비전 1 스테이지 8 〈방과 후〉                              | 이마이 사에                   | 후지 TV           |                      |
| 2005년 4월 18일 ~ 6월 27일         | 엔진                                                         | 히다 하루미                   | 후지 TV           |                      |
| 2005년 5월 20일                    | 휴먼 드라마 스페셜 〈천국의 캘린더〉                         | 타카기 유카리                 | 후지 TV           |                      |
| 2005년 9월 30일                    | 금요 엔터테인먼트 특별 기획 〈줄곧 보고 싶었다.〉            | 나루미 유키코                 | 후지 TV           |                      |
| 2005년 10월 15일 ~ 12월 17일       | 노부타.를 프로듀스                                           | 우에하라 마리코               | NTV               |                      |
| 2006년 3월 17일                    | 여왕의 교실 스페셜 에피소드 1 ~타락천사~                     | 이케우치 아이 (18세 때)       | NTV               |                      |
| 2006년 4월 15일 ~ 6월 24일         | 걸 서클                                                      | 사키                          | NTV               |                      |
| 2006년 5월 13일                    | 기적의 동물원 ~아사히야마 동물원 이야기~                     | 이즈미 사와코                 | 후지 TV           |                      |
| 2006년 8월 30일                    | 또 하나의 슈가 & 스파이스 〈대학생〉편                       | 이노우에 미나미               | 후지 TV           |                      |
| 2006년 10월 14일 ~ 12월 16일,      | 단 하나의 사랑                                               | 모토미야 유코                 | NTV               |                      |
| 2007년 2월 27일                    | 날개가 부러진 천사들 제2밤 〈사쿠라〉                        | 사이토 하루카                 | 후지 TV           |                      |
| 2007년 3월 9일·3월 16일            | 꽃보다 남자 2(리턴즈) 제10화·제11화                          | 나카지마 우미                 | TBS               |                      |
| 2008년 4월 2일                     | 기묘한 이야기봄 특별편 〈이거……봐봐……〉                      | 카와이 아사미                 | 후지 TV           |                      |
| 2007년 4월 14일 ~ 6월 23일         | LIAR GAME Season1                                            | 칸자키 나오                   | 후지 TV           |                      |
| 2007년 5월 11일                    | 기적의 동물원 2007 ~아사히야마 동물원 이야기~                | 이즈미 사와코                 | 후지 TV           |                      |
| 2007년 7월 3일 ~ 9월 11일          | 소에게 소원을 Love&Farm                                      | 치바 카즈미                   | 간사이 TV·후지 TV |                      |
| 2008년 1월 3일                     | 유키노죠 변화                                                | 나미지                        | NHK               |                      |
| 2008년 5월 16일                    | 기적의 동물원 ~아사히야마 동물원 이야기~                     | 이즈미 사와코                 | 후지 TV           |                      |
| 2008년 7월 3일 ~ 9월 11일          | 코드 블루 -닥터 헬기 긴급 구명-                              | 히야마 미호코                 | 후지 TV           |                      |
| 2008년 10월 17일                   | 간사이 TV 방송 개국 50주년 기념 드라마 〈고마워요, 엄마〉    | 니시다 키요코                 | 간사이 TV·후지 TV |                      |
| 2008년 10월 17일 ~ 12월 19일       | 유성의 인연                                                  | 아리아케 시즈나               | TBS               |                      |
| 2009년 1월 10일                    | 코드 블루 -닥터 헬기 긴급 구명-신춘 스페셜                   | 히야마 미호코                 | 후지 TV           |                      |
| 2009년 4월 16일 ~ 6월 25일         | BOSS 1nd 시즌                                                | 키모토 마미                   | 후지 TV           |                      |
| 2009년 11월 10일 ~ 2010년 1월 19일 | LIAR GAME Season2                                            | 칸자키 나오                   | 후지 TV           |                      |
| 2010년 1월 11일 ~ 3월 22일         | 코드 블루 -닥터 헬기 긴급 구명- 2nd season                   | 히야마 미호코                 | 후지 TV           |                      |
| 2010년 2월 12일                    | 기적의 동물원 2010 ~아사히야마 동물원 이야기~                | 이즈미 사와코                 | 후지 TV           |                      |
| 2010년 7월 30일                    | 자만 형사 제4화                                              | 하시바 유코 / 아키시마 유리   | TBS               | 특별 출연            |
| 2010년 10월 8일 ~ 12월 17일        | SPEC~경시청 공안부 공안 제5과 미상 사건 특별 대책계 사건부~  | 토마 사야                     | TBS               |                      |
| 2011년 1월 17일 ~ 3월 28일         | 소중한 것은 전부 네가 가르쳐 주었어                          | 우에무라 나츠미               | 후지 TV           |                      |
| 2011년 4월 14일 ~ 6월 30일         | BOSS 2nd 시즌                                                | 키모토 마미                   | 후지 TV           |                      |
| 2012년 4월 1일                     | SPEC~상~                                                     | 토마 사야                     | TBS               |                      |
| 2012년 4월 16일 ~ 6월 25일         | 열쇠가 잠긴 방                                               | 아오토 준코 (히로인)          | 후지 TV           |                      |
| 2012년 8월 23일                    | 히가시노 게이고 미스테리즈 제7화 〈하얀 흉기〉               | 나카마치 유키코               | 후지 TV           |                      |
| 2013년 1월 8일 ~ 3월 12일          | 서점원 미치루의 신상이야기                                   | 후루카와 미치루               | NHK 종합          |                      |
| 2013년 7월 8일 ~ 9월 16일          | SUMMER NUDE                                                  | 타니야마 하나에               | 후지 TV           |                      |
| 2013년 9월 17일                    | 꽃사슬                                                       | 타카노 사츠키                 | 후지 TV           |                      |
| 2013년 10월 23일                   | SPEC~령~                                                     | 토마 사야                     | TBS               |                      |
| 2013년 10월 14일 ~ 11월 25일       | 바다 위의 진료소                                             | 하토리 히카루                 | 후지 TV           |                      |
| 2013년 12월 29일                   | 드라마 W 미타니 코키 〈대공항 2013〉                         | 쿠라시나 유리코               | WOWOW             |                      |
| 2014년 1월 3일                     | 열쇠가 잠긴 방 SP                                            | 아오토 준코 (히로인)          | 후지 TV           |                      |
| 2014년 10월 15일                   | 기묘한 이야기 '14 가을 특별편 〈파나모〉                     | 아츠코                        | 후지 TV           |                      |
| 2015년 4월 10일                    | 신·기적의 동물원 아사히야마 동물원 이야기 2015 ~생명의 바통~ | 이즈미 사와코                 | 후지 TV           |                      |
| 2015년 6월 7일 ~ 7월 5일           | 연속 드라마 W 〈예고범 -THE PAIN-〉                          | 요시노 에리카                 | WOWOW             |                      |
| 2015년 6월 24일                    | 옴니버스 드라마 연애 있어 있어. 〈동거 연애 있어 있어〉      | 오자와 마리                   | 후지 TV           |                      |
| 2015년 7월 8일 ~ 9월 16일          | 리스크의 신                                                  | 카가리 카오리                 | 후지 TV           |                      |
| 2016년 4월 2일                     | 이 거리의 생명에                                             | 아키                          | WOWOW             |                      |
| 2016년 10월 13일 ~ 12월 15일       | #하이_폴 〈타임 패트롤의 OL〉                                | 소토무라 리에                 | 후지 TV           |                      |
| 2017년 4월 14일 ~ 6월 16일         | 리버스                                                       | 오치 미호코 (히로인)          | TBS               |                      |
| 2017년 7월 17일 ~ 9월 18일         | 코드 블루 -닥터 헬기 긴급 구명- 3nd season                   | 히야마 미호코                 | 후지 TV           |                      |
| 2018년 4월 15일 ~ 6월 17일         | 벼랑 끝 호텔!                                                | 사쿠라이 사나                 | NTV               |                      |
| 2018년 10월 12일 ~ 12월 14일       | 대연애~나를 잊은 당신과                                      | 키타자와 나오                 | TBS               |                      |
| 2019년 9월 30일 ~ 2020년 3월 28일  | 연속 TV 소설 〈스칼렛〉                                      | 카와하라 키미코               | NHK               | [ 12 ] [ 22 ] [ 23 ] |
| 2020년 6월 5일 ~ 6월 19일          | 대연애 특별편                                                | 키타자와 나오                 | TBS               |                      |
| 2021년 1월 22일 ~ 3월 26일         | 우리집 이야기                                                | 시다 사쿠라                   | TBS               |                      |
| 2021년 7월 7일 ~ 9월 15일          | 하코즈메 ~싸워라! 파출소 여자~                               | 후지 세이코                   | NTV               | [ 24 ]               |

### 영화
| 개봉일자                  | 제목                                   | 역할                  | 배급사                      | 비고                |
| ------------------------- | -------------------------------------- | --------------------- | --------------------------- | ------------------- |
| 2006년 6월 17일           | 데스노트                               | 아마네 미사           | 워너 브라더스 영화          |                     |
| 2006년 11월 3일           | 데스노트 the Last name                 | 아마네 미사           | 워너 브라더스 영화          |                     |
| 2007년 1월 27일           | 열흘 밤의 꿈 프롤로그·에필로그         | 여학생                | 닛카쓰                      |                     |
| 2007년 2월 10일           | 천국은 기다려준다                      | 우에노 미나코         | 가가 / 쇼치쿠               |                     |
| 2007년 3월 10일           | Presents ~성게 전병~                   | 마츠시타 하즈키       | 앳 무비                     |                     |
| 2008년 2월 9일            | L change the WorLd                     | 아마네 미사           | 워너 브라더스 영화          |                     |
| 2008년 7월 12일           | 투차 ~Tea Fight~                       | 야기 미키코           | 무비 아이                   | 일본·대만 합작 영화 |
| 2009년 3월 14일           | 연극성                                 | 카시와기 나츠키       | 닛카쓰                      |                     |
| 2009년 5월 1일            | GOEMON                                 | 유기리                | 쇼치쿠 / 워너 브라더스 영화 |                     |
| 2009년 7월 18일           | 아말피 여신의 보수                     | 아다치 카나에         | 도호                        |                     |
| 2009년 10월 24일          | 지지 않는 태양                         | 온치 준코             | 도호                        |                     |
| 2009년 11월 7일           | 오아라이에도 별은 떨어져               | 마돈나 / 에리코       | 닛카쓰                      |                     |
| 2010년 3월 6일            | LIAR GAME The Final Stage              | 칸자키 나오           | 도호                        |                     |
| 2011년 4월 23일           | 한큐 전차 편도 15분의 기적             | 모리오카 미사         | 도호                        |                     |
| 2011년 6월 25일           | 안달루시아 여신의 보복                 | 아다치 카나에         | 도호                        |                     |
| 2011년 10월 1일           | DOG × POLICE 순백의 인연               | 미즈노 나츠키         | 도호                        |                     |
| 2012년 4월 7일            | 극장판 SPEC~천~                        | 토마 사야             | 도호                        |                     |
| 2013년 11월 1일·11월 29일 | 극장판 SPEC~클로즈~ 전편·후편          | 토마 사야             | 도호                        |                     |
| 2015년 4월 1일            | 에이프릴 풀즈                          | 아유미                | 도호                        |                     |
| 2015년 5월 16일           | 카케코미 여자와 카케다시 남자          | 죠고                  | 쇼치쿠                      |                     |
| 2015년 6월 6일            | 예고범                                 | 요시노 에리카         | 도호                        |                     |
| 2015년 8월 8일            | 일본의 가장 긴 하루                    | 레이코                | 아스믹 에이스 / 쇼치쿠      |                     |
| 2016년 10월 29일          | 데스노트 Light up the NEW world        | 아마네 미사           | 워너 브라더스 영화          | [ 25 ]              |
| 2016년 11월 3일           | 나의 아저씨                            | 미노리 선생님         | 도에이                      | [ 26 ]              |
| 2017년 4월 29일           | 무한의 주인                            | 오토노타치바나 마키에 | 워너 브라더스 영화          |                     |
| 2018년 7월 27일           | 극장판 코드 블루 -닥터 헬기 긴급 구명- | 히야마 미호코         | 도호                        | [ 27 ] [ 28 ]       |
| 2019년 2월 22일           | 그날의 오르간                          | 이타쿠라 카에데       | 맨시즈 엔터테인먼트         | [ 29 ]              |
| 2019년 6월 7일            | 마치다군의 세계                        | 요시타카 아오이       | 워너 브라더스 영화          | [ 30 ]              |
| 2019년 11월 1일           | 최초의 만찬                            | 아즈마 미야코         | KADOKAWA                    | [ 31 ] [ 32 ]       |

### 무대
| 공연일자         | 제목                       | 역할   | 공연장소                      | 비고 |
| ---------------- | -------------------------- | ------ | ----------------------------- | ---- |
| 2008년 1월       | 이노우에 가부키☆고 〈IZO〉 | 오이츠 | 아오야마 극장 / 씨어터 BRAVA! |      |
| 2012년 1월 ~ 2월 | 시스 컴패니 〈호기우타〉   | 쿄코   | 신국립 극장                   |      |

### 외화 더빙
| 개봉일자        | 제목                                      | 역할                 | 배급사        | 비고                     |
| --------------- | ----------------------------------------- | -------------------- | ------------- | ------------------------ |
| 2007년 9월 22일 | 아더와 미니모이: 제1탄 비밀 원정대의 출정 | 세레니아 (마돈나 분) | 아스믹 에이스 | 미국 영화, 일본어판 더빙 |

### 게임
- GENJI -카무이소란- (2006년 11월 11일 발매, 플레이스테이션 3용 게임 소프트) - 시즈카 고젠 역

### 라디오 드라마
- 스타트 라인 (JFN 계열 「미츠야 사이다」 단편 〈너의 웃는 얼굴〉 제11주 2005년 9월 12일 ~ 16일)
- 히마와리 (JFN 계열, 이와이 슌지 프로듀스 엔도통신[주 12], 2005년 11월 26일 ~ 2006년 1월 21일) - 사카이 히마와리 역

### WEB·전달 드라마·영화
- 뮤직 드라마 〈Lily〉 (2008년, 후지 퍼시픽 음악 출판) - 사유리 역[33]
- Happy Machine iQ Project 〈Oh! my PROPOSE〉 (2010년 6월 26일 ~ 9월 30일 전달, GYAO! / 후지 TV) - 사키야마 유미 역[주 13][34]
- I LOVE YOU 〈투명한 북극곰〉 (2013년 7월 18일 ~ , UULA) - 치호 역[35]
- 섬 & 도시 생활 PR 영화 〈듀얼〉 (2017년 10월 30일 공개, 하쿠호도) - 아내 역[36]

### DVD 영화·드라마
- Calling you (2005년 10월 7일, 빅터 엔터테인먼트) - 에리카 역
- ON THE WAY COMEDY 한눈팔기 (2007년 6월 20일, 포니 캐년)
- MAY be Happy (2007년 7월 18일, 에이벡스 픽쳐스)

## 그 외 출연

### 다큐멘터리
- 싸우는 간호사 SP “코드 블루”가 본 기적의 이야기 (2010년 3월 21일, 후지 TV)
- 운동선수의 혼 〈축구 “좌절을 성장으로 바꾸어” 축구 일본 대표 카가와 신지〉 (2011년 10월 10일, NHK 종합) - 이야기
- 빛나는 여자 (2013년 1월 23일 (전편)·2013년 1월 30일 (후편), NHK BS 프리미엄)
- 다큐멘터리 72시간 〈오소레 산 죽은 사람들의 장소〉 (2014년 6월 6일, NHK 종합) - 이야기
- 중국 왕조 소생 전설 〈악녀들의 진실 서태후〉 (2017년 1월 25일, NHK BS 프리미엄) - 네비게이터[37]
- 중국 왕조 소생 전설 〈악녀들의 진실 양귀비〉 (2017년 2월 22일, NHK BS 프리미엄) - 네비게이터[38]
- 중국 왕조 소생 전설 악녀들의 진실 〈진 시황제의 어머니 조희〉 (2017년 3월 29일, NHK BS 프리미엄) - 네비게이터[39]
- 네코멘터리 고양이도 국자도. 〈카쿠타 미츠요와 토토〉 (2017년 3월 30일, NHK E 텔레) - 낭독
- 소생 후지타 쓰구하루 ~천재 화가의 모습~ (2018년 8월 26일, NHK 종합) - 네비게이터[40]
- 중국 왕조 영웅들의 전설 〈거대한 유산의 수수께끼와 장안 ~유방에서 서태후에~〉 (2019년 3월 13일, NHK BS 프리미엄) - 네비게이터
- 나와 고베 루미나리에 (2020년 12월 13일, 선 TV) - 네비게이터[41]

### 라디오
- SCHOOL OF LOCK! 〈GIRLS LOCKS!〉 매월 4주째 담당 (TOKYO FM, 2007년 4월 23일 ~ 2009년 1월 19일) - 퍼스널리티

### PV
- 후지키 나오히토 〈HEY! FRIENDS〉
- 오오야마 유리카 〈안녕 (さよなら)〉[주 14]
- MAY 〈사라이의 바람 (サライの風)〉
- 오오야마 유리카 〈봄빛 (春色)〉
- FUNKY MONKEY BABYS 〈이제 너는 없어 (もう君がいない)〉 (자켓에도 기용) (2007년)
- 나카시마 미카 〈ORION〉 (2008년)[주 15]

### 광고 (CM)
- 효고현 See 한신 캠페인 (2001년) - KONISHIKI와 공동 출연
- 아사히 카메라 (2004년)
- 홋카홋카 테이 (2004년)
- KDDI au WIN (2005년)
- 존슨앤드존슨 재팬
  - 2 위크 아큐브 (2005년)
  - 아큐브 (2017년)
  - 원데이 아큐브 오아시스 (2018년 ~ )
- 도쿄 디즈니시
  - 리듬 오브 월드 (2005년)
  - 하버 사이드 크리스마스 (2005년 ~ 2006년)
- 아이치현 지사 선거 (2007년)
- 산토리
  - 백년차 (2007년)
  - 킨무기 〈당질 70% 오프〉 (2012년 9월 ~ ) 
  - 킨무기 〈당질 75% 오프〉 (2014년 ~ )
- 도요타 자동차 〈라크티스〉 × 〈소에게 소원을 Love&Farm〉 콜라보 CM (2007년)
- 교토 키모노 유젠 (2007년 8월 ~ 2009년)
- 하루야마 상사 남성 / 여성 플 신입생 슈트 (2007년)
- 가루비 〈쟈가리코〉 (2007년)
- 마츠다 〈데미오〉 (2008년)
- 동일본 페리 낫짱 Rera × 낫짱 World (2008년)
- 닛신 식품 컵 누들 라이트 (2009년 1월)
- 미츠비시 도쿄 UFJ 은행 카드론 (2009년 4월 ~ 2011년)
- NHK 지구 에코 2009 스폿 CM (2009년 4월)
- 세가 〈뿌요뿌요〉 (2009년 6월 ~ 2011년)
- 호유 뷰티 라보 (2009년 9월)
- 모바게 타운 〈괴도 로얄〉 (2010년)
- 아사히 음료
  - WONDA (2010년 9월) - 카라사와 토시아키, GACKT, 이치하라 하야토, 키시베 잇토쿠와 공동 출연
  - 바야리스 (2011년 5월 ~ 2012년) - 나카다이 타츠야와 공동 출연
- 도켄 코포레이션 〈홈 메이트〉 (2010년 11월 ~ 2011년)
- 미니스톱 〈소프트 아이스크림〉 (2011년 4월 ~ 2012년)
- 재팬 게이트웨이 〈Reveur〉 (2013년 3월 ~ 2015년) - 나가사와 마사미, 이시하라 사토미, 에이쿠라 나나와 공동 출연
- GREE 낚시★스타! (2013년)
- 리크루트 라이프 스타일 〈핫 페퍼 뷰티〉 (2013년 11월 ~ 2014년)
- 와다 흥산 와코레시티 고베산 노미야 (2014년)
- 에스에스 제약 〈이브 A 정 EX〉 (2014년 11월 ~ 2015년 9월)
- 젠쇼 스키야 (2014년 11월 ~ )
- 로토 7 제12화 〈이야기는 변한다〉편 (2015년 10월 ~ ) - 츠마부키 사토시, 야나기바 토시로, 이시바시 료와 공동 출연
- 오츠카 제약 〈소이조이 크리스피〉 (2016년)
- 고베 개항 150년 (2017년)
- 다이쥬 생명 보험 〈미쓰이 생명은 큰 나무 생활에〉 이미지 캐릭터 (2019년 3월 ~ ) - 타케우치 료마와 공동 출연
- 에자키 글리코 〈SUNAO〉 (2019년 5월 ~ )
- P&G 재팬 〈아리에루 바이오 사이언스〉 (2020년 9월 ~ )
- 사가와큐빈 GOAL®️ (2020년 9월 ~ )
- 주가이 제약 (2020년 12월 ~ )
- 부동산 오픈 하우스 (2021년 1월 ~ )

### 모델·이미지 캐릭터
- JR 서일본 (2004년)
- 〈빅터 코시엔 포스터〉 캠페인 이미지 캐릭터 (2005년)
- 경시청 2006년 모집 포스터 (2006년)
- OLIVE des OLIVE 이미지 캐릭터 광고 (2006년)
- 경찰관 포스터 캘린더 (2007년)
- 후생노동성 중소기업 퇴직금 공제 홍보 포스터 (2007년)
- 후생노동성 중앙 직업 능력 개발 협회 홍보 포스터 (2007년)
- 후생노동성 노동 보험 적용 촉진 월간 홍보 포스터 (2007년)
- 일본 손해 보험 협회 화재 예방 포스터 (2007년)
- 아이치현 지사 선거 계발 포스터 (2007년)
- 국토교통성 에코 레일 마크 홍보 포스터 (2008년)
- 소방 시험 연구 센터 홍보 포스터 (2009년)
- 중앙 노동 재해 방지 협회 전국 안전 주간 홍보 포스터 (2009년)
- LEPSIM(렙심) 2016 AUTUMN/WINTER 브랜드 캐릭터 (2016년)[42]
- 고베 개항 150년 이미지 캐릭터 (2017년)[43]
- 랑콤(LANCÔME) 일본 뮤즈 (2018년 ~ )

### 이미지 DVD
- Sweet first DVD (2002년 12월 25일)
- 요정의 샘 ~양지을 느끼면서~ (2004년 7월 30일)
- Sweet 완전판 (2005년 7월 25일)
- NOTE (2007년 5월 25일)

## 서적

### 사진집
- SANWA MOOK 미소녀 사진집 4 비밀 마법 (2001년 12월, 산와 출판) ISBN 4-88356-877-6
- 처음 너와 만난 여름 방학 (2002년 10월, 사이분칸 출판) ISBN 4-916115-93-7
- nature (2003년 7월 19일, 분카샤) ISBN 4-8211-2547-1
- SANWA MOOK 미소녀 사진 7 태어난 샘 (2004년 6월 산와 출판) ISBN 4-7769-0036-X
- 제 코레 ISM03 (2004년 10월 8일, 슈에이샤) ISBN 4-08-102051-5
- ERIKA × CECIL McBEE 〈Vivace〉 (2009년 4월, 슈에이샤) ISBN 4-08-102078-7
- IQUEEN VOL.7 토다 에리카 (PLUP SERIES) 통상판 / SPECIAL EDITION (2012년 3월 31일, 파르코 출판) ISBN 4-89-194947-3

## 수상 경력
| 연도   | 시상식                               | 부문                           | 작품                                                        | 출처   |
| ------ | ------------------------------------ | ------------------------------ | ----------------------------------------------------------- | ------ |
| 2008년 | 제59회 더 텔레비전 드라마 아카데미상 | 여우조연상                     | 유성의 인연                                                 |        |
| 2009년 | 엘란도르상                           | 신인상                         | 빈칸                                                        |        |
| 2009년 | 도쿄 드라마 어워드                   | 여우조연상                     | 유성의 인연                                                 |        |
| 2010년 | HAIR COLORING AWARD 2010             | 여배우 부문                    | 빈칸                                                        |        |
| 2010년 | 제67회 더 텔레비전 드라마 아카데미상 | 여우주연상                     | SPEC~경시청 공안부 공안 제5과 미상 사건 특별 대책계 사건부~ | [ 44 ] |
| 2012년 | 제73회 더 텔레비전 드라마 아카데미상 | 여우조연상                     | 열쇠가 잠긴 방                                              |        |
| 2012년 | 제16회 닛칸 스포츠 드라마 그랑프리   | 여우조연상                     | 열쇠가 잠긴 방                                              | [ 45 ] |
| 2017년 | 제6회 재팬 액션 어워드               | 베스트 액션 여배우 부문 우수상 | 무한의 주인                                                 | [ 46 ] |
| 2018년 | 제14회 컨피던스 어워드 드라마상      | 여우주연상                     | 대연애~나를 잊을 너와                                       | [ 47 ] |
| 2018년 | 제99회 더 텔레비전 드라마 아카데미상 | 여우주연상                     | 대연애~나를 잊을 너와                                       | [ 48 ] |
| 2019년 | 제23회 닛칸 스포츠 드라마 그랑프리   | 여우주연상                     | 스칼렛                                                      | [ 49 ] |
| 2019년 | 제29회 일본 영화 비평가 대상         | 여우주연상                     | 그날의 오르간, 최초의 만찬                                  |        |
| 2020년 | 미적 베스트 코스메 대상              | 베스트 뷰티 우먼               | 빈칸                                                        | [ 50 ] |
| 2020년 | 제32회 일본 보석 베스트 드레서상     | 30대 부문                      | [ 51 ]                                                      |        |

### 내용주
1. ↑  〈Seventeen〉(슈에이샤, 2007년 5월호로부터.)
2. 1 2  마츠다 쇼타와 공동 주연
3. 1 2 3  카세 료와 공동 주연
4. ↑  미우라 하루마와 공동 주연
5. ↑  나카타니 미키, 마츠시타 나오와 트리플 주연
6. ↑  나가노 메이와 공동 주연
7. ↑  개봉일 기준은 일본에서의 개봉일이다.
8. ↑  마츠다 쇼타와 공동 주연
9. ↑  2편이 한 달 간격으로 연속 개봉되었다.
10. ↑  제70회 칸 영화제 비경쟁부문에 공식 출품 되었다.
11. ↑  개봉일자 기준은 일본에서의 공개일이다.
12. ↑  엔도통신(円都通信)은 영화 감독·작가 이와이 슌지의 공식 Web 이름 및 이와이가 제작하는 라디오 프로그램 이름이다.
13. ↑  히라오카 유타와 공동 주연
14. ↑  이 PV 영상은 2010년 3월 27일 NTV와 신쵸샤에서 발매 중인 〈월간 여배우〉  시리즈와의 합동 기획으로 프로그램에 편집된 여배우를 목표로 훈련중인 소녀들을 테마로 한 프로그램  《여배우 힘》에서 방영되었다. 또한 이 편집 영상은 버라이어티 프로그램의 구성 작가, 쿠라모토 미츠루가 감독을 담당하고 있다.
15. ↑  이 곡은 TBS 계열에서 2008년 10월 ~ 12월에 방송된 드라마 《유성의 인연》의 삽입곡으로 사용된 것으로부터, 드라마 본편에도 나카시마 미카가 출연하게 되었다.

### 참조주
1. 1 2 3  “ACTRESS PROFILE 토다 에리카”. FLaMme. 2018년 10월 27일에 원본 문서에서 보존된 문서. 2018년 11월 12일에 확인함.
2. ↑  “주요 출신”. 주식회사 그레이스. 2014년 6월 23일에 원본 문서에서 보존된 문서. 2020년 12월 8일에 확인함.
3. 1 2  “등신대 여성부터 버릇이 있는 캐릭터까지...연기파·토다 에리카가 밝히는 이상의 여배우”. 더 텔레비젼. 2017년 11월 22일. 2020년 11월 24일에 확인함.
4. ↑  “토다 에리카 : 아역 시대의 아침 드라마 이야기 홍당무 오오이시 시즈카 「좋은 분위기를 내고 있었다」”. 《MANTANWEB》 (MANTAN). 2018년 10월 5일. 2020년 7월 2일에 확인함.
5. ↑  “동경 스타 데뷔 스토리”. Web Audition. 2023년 6월 21일에 원본 문서에서 보존된 문서. 2018년 2월 28일에 확인함.
6. ↑  “「자신에게 지지해 버렸다...」 상경 에피소드와 부모로부터 에어 & 드라마 「대연애」 비화”. MBS. 2019년 3월 6일. 2021년 7월 9일에 원본 문서에서 보존된 문서. 2021년 7월 6일에 확인함.
7. ↑  “「빅터 코시엔 포스터」 캠페인”. JVCKENWOOD. 2020년 6월 25일에 확인함.
8. 1 2  “스타☆스케 토다 에리카”. 더 텔레비젼 (KADOKAWA). 2020년 6월 25일에 확인함.
9. ↑  “No.371 2009년 2월호”. 일본 영화 프로듀서 협회. 2020년 11월 24일에 확인함.
10. ↑  “도쿄 드라마 어워드 2009 : 연극 뉴스 : 극장 리그”. 2002 moon-light. 2009년 10월 21일. 2020년 11월 24일에 확인함.
11. ↑  “일본인 최초의 랑콤 뮤즈 토다 에리카 씨 취임!”. PR TIMES. 2018년 2월 26일. 2018년 2월 26일에 확인함.
12. 1 2  “내년 가을 NHK 아침 드라마 「스칼렛」히로인은 토다 에리카 3작 연속 캐스팅으로 결정”. 《Sponichi Annex》 (스포니치 신문사). 2018년 12월 3일. 2018년 12월 3일에 확인함.
13. ↑  “마츠자카 토리와 토다 에리카가 결혼”. 《SANSPO.COM》 (산케이 디지털). 2020년 12월 10일. 2020년 12월 10일에 확인함.
14. 1 2  “『천국은 기다려 준다』토다 에리카 단독 인터뷰”. 《시네마투데이》 (주식회사 시네마투데이). 2007년 2월 5일. 2018년 2월 13일에 확인함.
15. ↑  “지진 재해로부터 가족 지켰던 아버지”. 《요미 닥터》 (요미우리 신문). 2011년 5월 2일. 2018년 2월 13일에 확인함.
16. ↑  “토다 에리카, 프랑스 화장품을 PR 나이를 거듭하는 것은 「재미」”. 니시닛폰 신문. 2018년 2월 26일. 2020년 7월 3일에 확인함.
17. 1 2  “일본인 최초의 랑콤 뮤즈! 토다 에리카 빛나는 “지금””. WWD재팬. 2018년 2월 26일. 2020년 6월 24일에 확인함.
18. ↑  “소메타니 쇼타 × 토다 에리카가 말하는 영화와 드라마의 차이, 배우로서의 근원과 감화된 한 권”. otocoto. 2019년 10월 27일. 2020년 6월 24일에 확인함.
19. ↑  “토다 에리카 & 아라가키 유이의 눈물은 애드립이었다 「코드 블루」 9년간의 인연에 반향”. 《모델프레스》. 2018년 2월 19일에 확인함.
20. ↑  “토다 에리카의 솔직히 토크에 공연자 경악 아라가키 유이·히가 마나미와 여자 모임 에피소드도”. 《모델프레스》. 2018년 6월 19일에 확인함.
21. ↑  “오오시마 유코, 토다 에리카의 결혼을 축복 「운명의 붉은 실」”. 닛칸스포츠. 2020년 12월 11일. 2020년 12월 11일에 확인함.
22. ↑  “토다 에리카가 NHK 아침 드라 「스칼렛」히로인”. 《닛칸스포츠》. 닛칸스포츠 신문사. 2018년 12월 3일. 2018년 12월 3일에 확인함.
23. ↑  “토다 에리카, 아침 드라마 히로인 기용 이유는? 프로듀서가 밝히는 <스칼렛>”. 《모델프레스》 (인터넷 네이티브). 2018년 12월 3일. 2019년 2월 2일에 확인함.
24. ↑  “나가노 메이, 드라마 첫 공동 출연으로 W 주연 최강의 “파출소 여자” 듀오 결성”. 《ORICON NEWS》. 2021년 5월 2일. 2021년 5월 2일에 확인함.
25. ↑  “토다 에리카 아마네 미사 역으로 「데스 노트」속편 출연 10년 후 미사미사에 압력 「매우 고민했습니다」”. 《ORICON STYLE》 (주식회사oricon ME). 2016년 3월 9일. 2016년 3월 9일에 확인함.
26. ↑  “토다 에리카, 첫 교사 역에 도전 「부끄럽다」 심경을 토로 <코멘트 도착>”. 모델프레스. 2016년 5월 25일. 2016년 5월 25일에 확인함.
27. ↑  “「코드 블루」최초의 영화화! 18년 출판 시즌 3 마지막화에서 발표”. 《Sponichi Annex》 (스포니치 신문사). 2017년 9월 18일. 2018년 2월 13일에 확인함.
28. ↑  “영화『코드 블루』내년 7·27 공개에 야마시타 토모히사가 발표 「꼭 봐 주시면」”. 《ORICON NEWS》 (oricon ME). 2017년 12월 7일. 2017년 12월 7일에 확인함.
29. ↑  “토다 에리카 & 오오하라 사쿠라코가 W 주연 “피난 보육원”의 실화를 영화화”. 《ORICON NEWS》 (oricon ME). 2018년 2월 13일. 2018년 2월 13일에 확인함.
30. ↑  “마치다군의 세계 : 실사 영화 주연에 신인 2명 발탁 이와타 타카노리, 타카하타 미츠키, 토다 에리카 등 호화 캐스트도”. 《만탄웹》 (MANTAN). 2019년 1월 22일. 2019년 1월 22일에 확인함.
31. ↑  “소메타니 쇼타 주연 영화 「최최의 만찬」 11월 공개 토다 에리카, 쿠보츠카 요스케 등과 공연”. 《CINRA.NET》. 2019년 6월 28일에 확인함.
32. ↑  “소메타니 쇼타 × 토다 에리카 × 쿠보츠카 요스케 × 사이토 유키 × 나가세 마사토시! 손수 만든 요리가 잇는 가족의 이야기, 11월 공개”. 《영화.com》. 2019년 6월 28일. 2019년 6월 28일에 확인함.
33. ↑  “도요타, 「iQ」의 새로운 캠페인에서 web 드라마 무료 배송”. Car Watch. 2010년 6월 24일. 2020년 7월 6일에 확인함.
34. ↑  “【후지테레비】토다 에리카·히라오카 유타 주연 Web 드라마 「Oh! my PROPOSE」 6월 26일 (토) 정오부터 전 5화 일거 무료 전달 스타트”. PRTIMES. 2010년 6월 24일. 2020년 6월 25일에 확인함.
35. ↑  “토다 에리카 × 타베 미카코 × 마키 요코 드라마 「I LOVE YOU」에서 히로키 감독과 첫 팀”. 《영화.com뉴스》 (영화.com). 2013년 6월 14일. 2020년 7월 6일에 확인함.
36. ↑  “토다 에리카와 타이가가 심야에 부부 싸움! 대도시에 사는 육아 부부의 「이주 문제」를 그리는 PR 동영상이 공개”. 《music.jp]》 (엠티아이). 2017년 10월 31일. 2018년 1월 22일에 원본 문서에서 보존된 문서. 2017년 10월 31일에 확인함.
37. ↑  “NHK 다큐멘터리 - 중국 왕조 소생 전설 악녀들의 진실 「서태후」”. NHK. 2018년 8월 15일에 원본 문서에서 보존된 문서. 2018년 8월 15일에 확인함.
38. ↑  “NHK 다큐멘터리 - 중국 왕조 소생 전설 악녀들의 진실 「양귀비」”. NHK. 2018년 6월 17일에 원본 문서에서 보존된 문서. 2018년 6월 17일에 확인함.
39. ↑  “NHK 다큐멘터리 - 중국 왕조 소생 전설 「악녀들의 진실 진 시황제의  어머니 조희」”. NHK. 2018년 6월 17일에 원본 문서에서 보존된 문서. 2018년 6월 17일에 확인함.
40. ↑  “토다 에리카, 천재 화가를 따라 프랑스로 「작품에 대한 사고 방식도  변화」”. 《SANSPO.COM》 (산케이 디지털). 2018년 8월 15일. 2018년 8월 15일에 확인함.
41. ↑  “토다 에리카 생각 「나와 고베 루미나리에」”. 《산 테레비 NEWS》 (산 TV). 2020년 12월 9일. 2021년 1월 17일에 확인함.[깨진 링크(과거 내용 찾기)]
42. ↑  “『LEPSIM(렙심)』2016 AUTUMN/WINTER 브랜드 캐릭터로 토다 에리카 씨의 기용이 결정”. PR TIMES. 2016년 8월 30일. 2020년 7월 6일에 확인함.“『LEPSIM(렙심)』 2016 WINTER 캠페인 토다 에리카가 연기 스페셜 무비 제2탄 공개 2016년 11월 1일 (화)부터 매장 및 캠페인 사이트에서 전개”. PR TIMES. 2016년 10월 31일. 2020년 7월 6일에 확인함.
43. ↑  “토다 에리카가 고베항의 “얼굴”에! 개항 150년 이미지 캐릭터 취임”. 《SANSPO.COM》 (산케이 디지털). 2016년 12월 27일. 2016년 12월 27일에 확인함.
44. ↑  “더 텔레비젼 드라마 아카데미상 : 결과 발표 (2011년 2월 16일 발표)”. 《web더 텔레비전》 (KADOKAWA). 2011년 2월 26일에 원본 문서에서 보존된 문서. 2018년 2월 13일에 확인함.
45. ↑  「열쇠가 잠긴 방」이 4관왕 / 닛칸 스포츠 드라마 GP 봄 (nikkansports.com) - 2013년 5월 7일에 확인
46. ↑  “제6회 재팬 액션 어워드 「HiGH & LOW」가 2관왕, 최우수 남우주연상 수상은 사토 타케루”. 《영화 나탈리》 (나타샤). 2018년 3월 17일. 2018년 11월 12일에 확인함.
47. ↑  “제14회 「컨피던스 어워드」 드라마상 발표! 작품상 「오늘부터 우리는!!」 외 총 7개 부문 수상자 기쁨의 코멘트 도착”. ORICON NEWS. 2019년 2월 1일. 2019년 2월 1일에 확인함.
48. ↑  “제99회 더 텔레비전 드라마 아카데미 여우주연상 수상 인터뷰”. KADOKAWA 더 텔레비전 드라마 아카데미상. 2018년 2월 13일. 2018년 2월 20일에 확인함.
49. ↑  “토다 에리카 「스칼렛」으로 드라마 GP 여우주연상”. 《닛칸스포츠》 (닛칸스포츠 신문사). 2020년 4월 26일. 2020년 4월 26일에 확인함.
50. ↑  “독자 약 1만 5000명이 뽑은 「미적」 베스트 코 메 대상 발표 「베스트 뷰티 우먼」은 토다 에리카를 선출”. WWD JAPAN. 2020년 12월 23일에 확인함.
51. ↑  “제32회 일본 보석 베스트 드레서상”. 리드 에구지비숀 재팬 주식회사. 2021년 1월 17일에 확인함.